# Hodejov
Hodejov és un poble i municipi d'Eslovàquia. Es troba a la regió de Banská Bystrica.

## Història
La primera menció escrita de la vila es remunta al 1280.

## Demografia
| Godina             | 1994 | 2004   | 2014    | 2024   |
| ------------------ | ---- | ------ | ------- | ------ |
| Nombre de persones | 1319 | 1379   | 1637    | 1513   |
| Diferència         |      | +4,54% | +18,70% | −7,57% |

| Godina             | 2023 | 2024   |
| ------------------ | ---- | ------ |
| Nombre de persones | 1509 | 1513   |
| Diferència         |      | +0,26% |